# جون بورتر (لاعب هوكي جليد)
جون بورتر هو لاعب هوكي جليد كندي، ولد في 21 يناير 1904 في تورونتو في كندا، وتوفي بنفس المكان في 6 أغسطس 1997.

## وصلات خارجية
- جون بورتر على موقع EliteProspects.com (الإنجليزية)
- جون بورتر على موقع Eurohockey.com (الإنجليزية)
- جون بورتر على موقع اللجنة الأولمبية الدولية (الإنجليزية)
- جون بورتر على موقع أوليمبيديا (الإنجليزية)